# Sebastian Gnat
Sebastian Gnat  – doktor habilitowany nauk weterynaryjnych, specjalista m.in. w mykologii medycznej, zoonozach i wielokierunkowej diagnostyce grzybów chorobotwórczych, związany zawodowo z Uniwersytetem Marii Curie-Skłodowskiej i Uniwersytetem Przyrodniczym w Lublinie.

## Życiorys
Sebastian Gnat dysertację doktorską obronił w 2013 r., a w roku 2018 uzyskał stopień doktora habilitowanego. Działalność naukowa Sebastiana Gnata skupiona jest na diagnostyce konwencjonalnej i molekularnej grzybiczych zakażeń powierzchniowych, szczególnie pochodzenia odzwierzęcego u ludzi.  Dorobek publikacyjny Sebastiana Gnata obejmuje ponad 50 artykułów w czasopismach naukowych ze współczynnikiem Impact factor, a także artykuły przeglądowe. Publikacje Sebastiana Gnata uzyskały ponad 330 niezależnych cytowań a indeks Hirscha wynosi 12.  Stypendysta Ministra Nauki i Szkolnictwa Wyższego dla wybitnych naukowców młodego pokolenia. 